# Monte Colombo
Monte Colombo (romanyol nyelven Munt Clòmb) település Olaszországban, Emilia-Romagna régióban, Rimini megyében.  Monte Colombo Gemmano, Montescudo, Coriano és San Clemente községekkel határos.

## Népesség
A település lakossága az elmúlt években az alábbi módon változott: